# 랜스 E. 니콜스
랜스 E. 니컬스(Lance E. Nichols, 1955년 7월 13일 ~ )는 미국의 배우이다.
뉴올리언스에서 태어났다.

## 출연 작품
- 더 도메스틱 (2018년)
- 어버브 서스픽션 (2018년)
- 마라 (2018년) - 매카시 역
- 카메라 옵스큐라 (2017)
- 레이스 투 리뎀션 (2016년)
- 빌리브 (2016년)
- 썸니아 (2016년) - 형사 역
- 아이 엠 포텐셜 (2015년)
- 우드론 (2015년)
- 더 리빙스턴 가드너 (2015년) - 워든 사제 역
- 버스 657 (2015년) - 마이클스 역
- 판타스틱 4 (2015년)
- 바유 테일즈 (2014년)
- 레프트 비하인드: 휴거의 시작 (2014년)
- 아메리칸 하이스트 (2014년) - 자동차 매장 사장 역
- 사랑과 영혼 2016 (2013년)
- 더 헌팅 인 코네티컷 2: 고스트 오브 조지아 (2013년) - 패스터 웰즈 역
- 제이슨 스타뎀의 홈프론트: 가족을 지켜라 (2013년) - DEA  요원 역
- 어나더 더티 무비 (2012년)
- 선거 캠페인 (2012년)
- 스태쉬 하우스 (2012년)
- 콘트라밴드 (2012년) - CBP 에이전트 역
- 웨어 아이 비긴 (2011년)
- 스내치드 (2011년)
- 사무엘 블리크 (2011년)
- 악토버 베이비 (2011년)
- 블러드 아웃 (2011년)
- 장의사 (2011년)
- 제프 후 리브스 앳 홈 (2011년) - 노인 역
- 변종샤크 (2011년) - 사이먼 역
- 토네이도 (2011년)
- 분노의 파이터 (2011년) - 맥스웨니 역
- 그린 랜턴: 반지의 선택 (2011년) - 캅 #1 역
- 메카닉 (2011년)
- 테르본 (2010년)
- 더 프라이스 오브 플라워스 (2010년)
- 넉클헤드 (2010년)
- 미러 2 (2010년)
- 더 카멜레온 (2010년)
- 라스트 송 (2010년) - 패스터 해리스 역
- 웰컴 투 마이 하트 (2010년) - 해밀턴 햄 왓킨스 역
- 허리케인 시즌 (2009년)
- 악질경찰 (2009년) - 제러마이어 남편 역
- 필립 모리스 (2009년)
- Racing for Time (2008)
- 아메리칸 바이올렛 (2008년)
- 벤자민 버튼의 시간은 거꾸로 간다 (2008년) - 설교자 역
- 초능력 소녀의 분노 2 (2002년)
- 케이 팩스 (2001년)
- 프레일티 (2001년)
- 억만장자와 결혼하는 법 (2000년)
- 인베이드 (1998년)
- 스네이크 아이 (1998년)
- 증발 (1995년)
- 시리얼 킬러 (1995년)
- 위험한 약속 (1994년)
- Convicts (1991)
- LA 대지진 특급 (1990년)
- 비정의 인조인간 (1987, Cold Steel)
- X 전략 (1987년)

### 텔레비전
- ER (1994년)
- 닥터슬론 (1993년)
- 트레메 1 (2010년)